# إروين فاندينديل
إروين فاندينديل ، من مواليد 5 مارس 1945، لاعب كرة قدم بلجيكي سابق.
لعب مع منتخب بلجيكا لكرة القدم.

## روابط خارجية
- إروين فاندينديل على موقع الاتحاد الدولي (مؤرشف)  (الإنجليزية)
- إروين فاندينديل على موقع الاتحاد الأوربي (الإنجليزية)
- إروين فاندينديل على موقع الاتحاد البلجيكي (الإنجليزية)
- إروين فاندينديل على موقع قاعدة بيانات كرة القدم.إي يو (الإنجليزية)
- إروين فاندينديل على موقع ناشيونال فوتبول تيمز (الإنجليزية)
- إروين فاندينديل على موقع عالم كرة القدم.نت (الإنجليزية)